# 信小呆事件
信小呆事件，又称中国锦鲤事件，是2018年在中国发生的一个中奖事件：当事人信小呆（网名）因参与“助你成为中国锦鲤”活动获奖，该事件因奖项丰富、奖品价值高达一亿、获奖者仅一人等原因获得社会关注。

## 当事人
信小呆（网名），天津人，南京航空航天大学毕业生，从事IT方面工作。2018年中奖后，辞去工作并陆续兑奖环球旅行。

## 奖品简介
奖品总价值高达一亿元人民币；奖项包括实物和服务两大类，具体有主要由各大品牌商提供的衣服、化妆品、路费、门票等；兑奖地点涵盖欧洲、中国、美国等。

## 事件经过
2018年9月24日，支付宝在新浪微博推出名为“助你成为中国锦鲤”的抽奖活动，中奖者可享受200多个赞助商提供的总价值高达一亿元的一系列丰厚奖品，参与抽奖人数最终达到300多万。10月7日信小呆中奖，成为中国锦鲤。11月，信小呆辞职后踏上了"全球兑奖之旅"。
2020年9月7日，信小呆发布“一元转让中国锦鲤”活动，9日，因其一名合作方的资质问题活动终止，信小呆被禁言三个月。

## 相关争议
- 奖品总价值虽超过一亿，但实际更像一堆优惠券，且只有一年的有效期，比如其中一项奖品是”去美国学飞机“，只包含三个月的学费，食宿需要自费[9]。

- 开奖后，网友发现“信小呆”域名xinxiaodai.com于2017年10月4日就已经在阿里云注册，质疑中奖者为支付宝内定，支付宝于2018年10月回应称该域名并不是支付宝注册[10]。

- 2020年9月，因“一元转让中国锦鲤”活动翻车，信小呆致歉[11]。

- 2021年6月，信小呆自曝为兑奖花光20万积蓄，“生活不如意”[12][13][14]，被质疑坐拥百万粉丝、拥有大量广告收入的账号，却卖惨营销[15][16]。